# يو إف سي على إي إس بي إن: هولواي ضد ألين
يو إف سي على إي إس بي إن: هولواي ضد ألين (بالإنجليزية: Onslaught)‏ هو حدث لفنون القتال المختلطة نظمته يو إف سي، أُقيم في 15 أبريل 2023، على تي موبايل سنتر في كانساس سيتي، ميزوري، الولايات المتحدة.